# ألكس
أَلِكْس اسم أعجمي هو في الأصل ترخيم اسم ألكسندر، ثم صار يستعمل من غير قصدِ الترخيم، وقد يرخمونه بعدُ فيقولون Al (آل). وأكثر من يسمى به الذكور، ثم صارت الإناث حديثا تسمى به، وهذا مقبول لجواز أن يكون ترخيما لألكسندرة، وقيل لا يكون في الإناث إلا ترخيما. وكتابته بالخط اللاتيني مختلفة باختلاف اللغات، وهو في أكثرها Alex وفي القطلونية Àlex وفي أخرى Allex وAleks وAlleks.

## طالع
- كل الصفحات التي أولها «ألكس»